# Pupčani kupus
Pupčani kupus (venerin kupus, pupčić, lat. Umbilicus), rod od desetak vrsta sukulentnih trajnica iz porodice tustikovki (Crassulaceae), raširen od makaronezije uz Sredozemlje do Irana i Arapskog poluotoka na istoku, i na jug od sjeverne do tropskre Afrike.
U Hrvatskoj raste nekoliko vrsta, to su: pupčac sitnocvjetni (U. parviflorus), mesnati klobučić ili mesnati pupčić (U. horizontalis), U. chloranthus i U. rupestris

## Vrste
1. Umbilicus albido-opacus Carlström
2. Umbilicus botryoides Hochst. ex A.Rich.
3. Umbilicus chloranthus Heldr. & Sart. ex Boiss.
4. Umbilicus citrinus Wolley-Dod
5. Umbilicus ferganicus Popov
6. Umbilicus gaditanus Boiss.
7. Umbilicus heylandianus Webb & Berthel.
8. Umbilicus horizontalis (Guss.) DC.
9. Umbilicus intermedius Boiss.
10. Umbilicus luteus (Huds.) Webb & Berthel.
11. Umbilicus mirus (Pamp.) Greuter
12. Umbilicus paniculiformis Wickens
13. Umbilicus parviflorus (Desf.) DC.
14. Umbilicus patens Pomel
15. Umbilicus rupestris (Salisb.) Dandy
16. Umbilicus schmidtii Bolle
17. Umbilicus tropaeolifolius Boiss.

## Vanjske poveznice
|  | Zajednički poslužitelj ima još gradiva o temi Umbilicus |
|  | Wikivrste imaju podatke o taksonu Umbilicus             |